# Burschenschaft Alemannia Stuttgart
Die Burschenschaft Alemannia Stuttgart (B! Alemannia) ist eine fakultativ schlagende und farbentragende Studentenverbindung an der Universität Stuttgart. Sie ist die erste und älteste Burschenschaft in Stuttgart.

## Geschichte

### Vorgeschichte

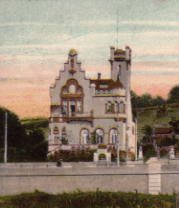
Das Haus der Burschenschaft Alemannia Stuttgart. Die Abbildung (Teil einer Postkarte) zeigt die alte Version des Verbindungshauses.

Bereits um das Jahr 1846 entstand eine sogenannte Freitagsgesellschaft (auch Freitagia und Germania) mit den Farben Schwarz-Gold-Rot. In dieser Studentenverbindung wurde bereits burschenschaftliches Gedankengut gepflegt. Es gab allerdings auch Kreise, die einer Politisierung widersprachen. Die Freitagsgesellschaft wurde 1850 aufgelöst.
Im Zuge der im Jahre 1859 durch den französisch-österreichischen Krieg und durch die zum 100. Geburtstag Schillers entfachten nationalen Bewegungen wurde in Stuttgart im Februar 1861 eine Jugendwehr gebildet, die der vormilitärischen Ausbildung der Oberschüler und Polytechniker diente. Da vielen Mitgliedern der Jugendwehr eine gesellschaftliche Komponente fehlte, gründeten 1864 einige Mitglieder den Leseverein zur Pflege geselliger Kameradschaft, der Zeitschriften über Kunst, Wissenschaft und Technik hielt. Da bei der Aufnahme neuer Mitglieder zu wenig auf deren Qualität geachtet wurde, löste sich dieser Verein alsbald auf. Im März 1865 wurde als Nachfolge des Lesevereins der Wehrklub gegründet. In diesen durften nur Studenten des Polytechnikums und Mitglieder der Jugendwehr eintreten. Auch hatte der Wehrklub bereits einen wöchentlichen Kneiptag, der für alle Mitglieder verpflichtend war. Bestrebungen, diesen Wehrklub in eine Verbindung burschenschaftlichen Charakters umzuwandeln, führten zu Streitereien und zur abermaligen Auflösung im Januar 1866.

### Gründungsjahre
Der Chemiestudent Oskar Goll engagierte sich stark für eine Neugründung als Studentenverbindung. Er hatte Beziehungen zur aus der Tübinger Burschenschaft hervorgegangenen Verbindung Normannia Tübingen und beschaffte deren Statuten, nach deren Vorbild die Satzung der neuen Verbindung aufgebaut wurde. Im Februar 1866 trat die Burschenschaft Allemannia Stuttgart das erste Mal nach einem von zahlreichen Normannen besuchten Kneiptag am 31. Januar 1866 an die Öffentlichkeit. Als offizieller Gründungstag wurde der 18. Juni, der Tag der Schlacht bei Waterloo, festgelegt. Insgesamt bestand die Burschenschaft bei ihrer Gründung aus zwölf Burschen und vier Kneipschwänzen (damalige Bezeichnung für Konkneipanten). Sämtliche Alemannen mussten der Jugendwehr angehören. Im Jahre 1870 wurde der Name auf den heutigen Namen Alemannia geändert.
Anfangs gab die Alemannia nur bedingte Genugtuung mit der Waffe, ab 1871 ging man zum Grundsatz der unbedingten Genugtuung über.

### Im Kaiserreich
1883 wurde die Dresdner Burschenschaft Tuiskonia von Alemannen in Stuttgart wiedererrichtet. Zusammen bildeten die Burschenschaften den ersten Stuttgarter Deputierten-Convent (DC), der bis 1887 bestand, als Tuiskonia aufgrund Mitgliedermangels den Aktivenbetrieb einstellen musste. Daraufhin schloss Alemannia 1888 mit dem Karlsruher DC ein Freundschaftsverhältnis.
Im Ersten Weltkrieg fielen 33 Alemannen und Alemannia musste zum ersten Mal selbst den Aktivenbetrieb einstellen.

### Zwischenkriegszeit
Alemannia Stuttgart war zur Auflösung der Deutschen Burschenschaft 1935 die letzte amtierende Vorsitzende Burschenschaft der Deutschen Burschenschaft. Die Auflösung selbst wurde unter der Burschenschaft Redaria Rostock beschlossen.

## Grundsätze
Die Burschenschaft Alemannia Stuttgart hat in ihrem Wahlspruch Freiheit – Ehre – Vaterland die Freiheit im Gegensatz zu ihrem langjährigen Verband und anderen Burschenschaften an die erste Stelle gesetzt. Der Begriff der Freiheit hat in der Bundesgeschichte immer eine große Rolle gespielt. In den Gründungsstatuten steht dazu: 

„Die Alemannia ist ein Bund gleichstrebender und gleichberechtigter Freunde; nie darf durch irgendein Mitglied die persönliche Freiheit eines anderen im Denken und Handeln beeinträchtigt werden. Nur die Verbindung als Ganzes ist berechtigt, die individuelle Freiheit ihrer Mitglieder einzuschränken, wo das durch das Interesse der Verbindung unabweisbar geboten ist.“

 Und an anderer Stelle: 

„Die Handlungen der Mitglieder sollen nicht durch eine Masse äußerer Gesetze geregelt und überwacht werden, sondern die Verbindung verläßt sich auf den Takt und das Ehrgefühl des Einzelnen.“

## Couleur
Burschen tragen ein Band in den Farben schwarz-gold-rot mit goldener Perkussion. Füxe tragen kein Band. Als Kopfcouleur wird eine amarantrote Tellermütze getragen. Zu Beginn wurde noch eine schwarze Mütze getragen, die jedoch 1868 aus modischen Gründen gegen die heutige rote ausgetauscht wurde. Tönnchen und Cerevis sind bis heute schwarz. Die Chargierten tragen schwarze Pekeschen.

## Verbindungshaus

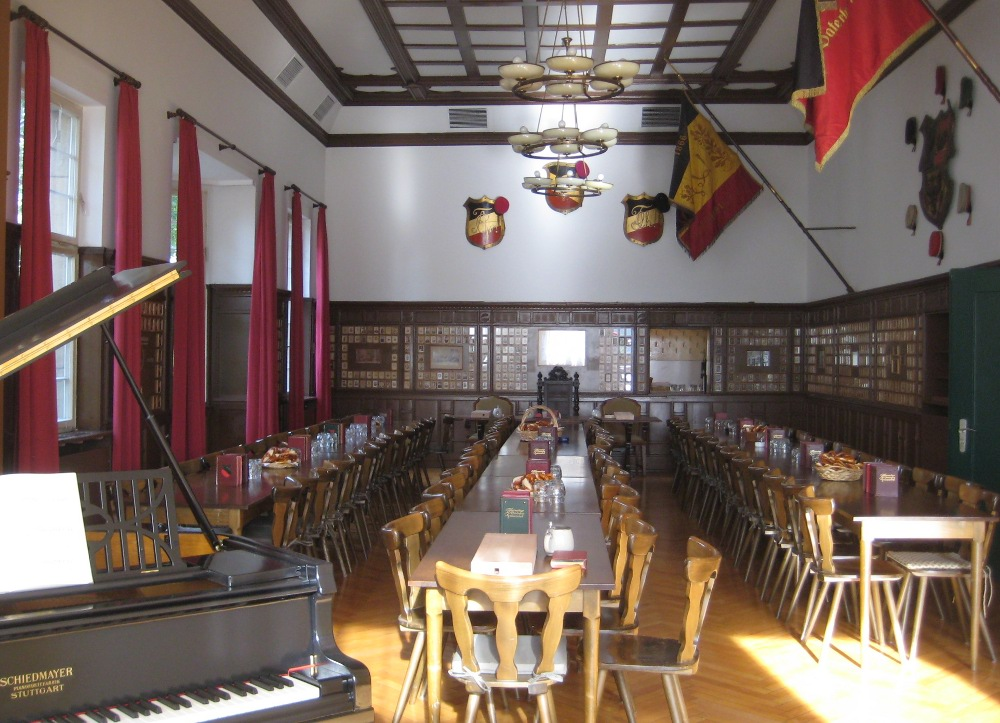
Der Kneipsaal. An der Rückwand sieht man Schilde mit den Farben der Kartellbünde: links unten Glückauf Clausthal, in der Mitte oben Alemannia Stuttgart und rechts unten Cheruscia Aachen (aufgegangen in Cheruscia Dresden).

Das Haus ⊙ der Alemannia wurde 1900 erbaut und 1929 umgebaut, wodurch es seine heutige Form erhielt. Der Umbau erfolgte aus Platzmangel, das alte Gebäude bot nicht mehr genug Platz für die Bedürfnisse des stark gewachsenen Bundes. Lediglich der Kneipsaal behielt seine ursprüngliche Form, ansonsten wurde das Haus komplett abgerissen.
Das Alemannenhaus liegt unterhalb der Uhlandshöhe in der Haußmannstraße (früher Kanonenweg 46) in der Nähe der Innenstadt. Es enthält neben dem traditionellen Kneipsaal auch mehrere Studentenzimmer, eine Terrasse und eine Gartenanlage.
Im Juli 2024 brach im Gebäude ein Feuer aus, bei dem Teile des Erdgeschosses unter Vollbrand standen. Dabei entstand ein Sachschaden in Höhe von rund 100.000 Euro.

## Verhältnisse zu anderen Burschenschaften
Zusammen mit der Alten Freiberger Burschenschaft Glückauf zu Clausthal und der Aachen-Dresdner Burschenschaft Cheruscia bildet die Alemannia das freundschaftliche Kartell Arbeitsgemeinschaft Dreieck. Die Aktiven der drei Bünde bezeichnen sich als Bundesbrüder und Duzen sich („bundesbrüderliches Du“). Mit Cheruscia hatte Alemannia zum ersten Mal von 1869 bis 1873 ein Kartell gebildet.
Kartelle und freundschaftliche Beziehungen gab es außerdem zur Braunschweiger Burschenschaft Germania (1869 bis 1873), zur Karlsruher Burschenschaft Teutonia (ab 1869), zur Burschenschaft Arminia Karlsruhe (1889 bis 1912) und zur Wiener akademischen Burschenschaft Bruna Sudetia (1924 bis ca. 1935).
Die Verbindung Ulmia Stuttgart wurde 1898 durch Einwirkung der Alemannia zu einer Burschenschaft, frühere Versuche einer dahingehenden Einflussnahme scheiterten dagegen.
Alemannia ist Gründungsmitglied der Stuttgarter Initiative (SI)  und der Initiative Burschenschaftliche Zukunft (IBZ). Der Alemanne Henning Roeder war Gründungsvorsitzender der IBZ .

## Bekannte Mitglieder
| Name                | Anmerkungen | Abbildung |
| ------------------- | --- | --------- |
| Adolf Abel          | Architekt und Professor für Baukunst und Städtebau (* 1882; † 1968) |           |
| Klaus-Werner Benz   | Professor für Kristallographie (* 1938) |           |
| Otto Bridler        | Architekt und Oberstkorpskommandant (* 1864; † 1938) |           |
| Hermann Cranz       | Ingenieur und Professor für Mechanik an der Technischen Hochschule Hannover (* 1883; † 1944)                                                                              |           |
| Eugen Fischer       | Chemiker und technischer Vorstand der Chemischen Fabrik Kalle, Vater des Nobelpreisträgers Hans Fischer (* 1881; † 1945)                                                  |           |
| Kurt Häussermann    | Unternehmer und Erfinder (* 1915; † 1990) |           |
| Joachim Heberlein   | Plasmaphysiker (* 1939; † 2014) |           |
| Ludwig Heuß         | Regierungsbaumeister und Vater des Bundespräsidenten Theodor Heuss (* 1853; † 1905)                                                                                       |           |
| Hermann Heuß        | Regierungsbaumeister, Lehrer an der Staatlichen Akademie für Technik in Chemnitz und Bruder von Theodor Heuss (* 1885; † 1959), 1935 ausgetreten                          |           |
| Fritz Hopf          | Ingenieur, Unternehmer und Mäzen in Nördlingens Nachkriegs-Kulturleben (* 1907; † 1999)                                                                                   |           |
| Clemens Hummel      | Architekt und Professor, Lehrer von Karl Beer und Erbauer der Kirchen St. Fidelis und Herz Jesu in Stuttgart und mehrerer Korporationshäuser in Tübingen (* 1869; † 1938) |           |
| Alfred Kärcher      | Maschinenbauer, Gründer der Alfred Kärcher GmbH & Co. KG (* 1901; † 1959), Mitglied von 1920 bis 1948                                                                     |           |
| Hans Kerschbaum     | Physiker und Industrieller, Vorstandsvorsitzender der Siemens & Halske AG und der Siemens AG (* 1902; † 1984)                                                             |           |
| Adolf Kleinlogel    | Bauingenieur, Pionier des Stahlbetonbaus (* 1877; † 1958) |           |
| Friedrich Kocks     | Eisenhüttenkundler, Gründer der Firmengruppe Friedrich Kocks GmbH (* 1901, † 1975)                                                                                        |           |
| Karl Kußmaul        | Professor für Werkstofftechnik und Materialprüfung und ehemaliger Direktor der Staatlichen Materialprüfanstalt (MPA) an der Universität Stuttgart (* 1930)                |           |
| Gottlob Linck       | Professor für Mineralogie und Petrografie, Rektor der Universität Jena (* 1858; † 1947)                                                                                   |           |
| Fritz Lindner       | Biochemiker und Vorstand bei der Hoechst AG (* 1901; † 1977) |           |
| Erwin Marquardt     | Städte- und Wasserbauer, Mitinitiator der Bodenseewasserversorgung (* 1889; † 1955)                                                                                       |           |
| Fritz Oesterlen     | Rektor der Technischen Hochschule Hannover (* 1874; † 1953) |           |
| Joachim Pfeiffer    | Politiker (CDU), Mitglied des Deutschen Bundestages (* 1967) |           |
| Julius von Resch    | Geschäftsführer der Unternehmensgruppe Gretsch-Unitas (u. a. Mutter von BKS)                                                                                              |           |
| Rudolf Schieber     | Unternehmer (* 1901; † 1965) |           |
| Erich Schönhardt    | Mathematiker und Rektor der Universität Stuttgart (* 1891; † 1979) |           |
| Helmut Stellrecht   | Mitglied des Reichstages, Mitglied der Regierung Dönitz und populärwissenschaftlicher Schriftsteller (* 1898, † 1987)                                                     |           |
| Wolf-Dieter Stohrer | Chemiker, Hochschullehrer (* 1942) |           |
| Kurt Walz           | Bauingenieur und Beton-Experte (* 1904; † 1999) |           |
| Fritz Wüst          | Eisenhüttenkundler, Gründungsdirektor des Kaiser-Wilhelm-Instituts für Eisenforschung, nach ihm wurde das Mineral Wüstit benannt (* 1860; † 1938)                         |           |